# El Noguer (Sant Joan de les Abadesses)
El Noguer és un mas a mig camí de Sant Joan de les Abadesses i Sant Pau de Segúries (al Ripollès) inclòs a l'Inventari del Patrimoni Arquitectònic de Catalunya.

## Arquitectura
Masia de caràcter basilical de tres plantes quadrades i obertures en forma de finestra a la banda de llevant i migdia. La façana principal dona de cara a migdia. Una de les obertures és un petit balcó, al primer pis i centrada. El teulat és a dues vessants. Al costat del cos principal i unit a ell hi ha una edificació de planta rectangular destinada a corts i a habitatge dels masovers. Altres noves edificacions recents de tipus granja acaben de configurar l'estructura del mas Noguer. Aquestes han estat construïdes recentment i són de ciment pòrtland i de caràcter totalment funcional destinades a quadres i pallisses.

## Història
Masia documentada ja al segle xix, concretament en un capbreu de l'arxiu del monestir de Sant Joan de les Abadesses de l'any 1397. En aquest document la masia ve citada com a mas Noguerio de la parròquia de Sant Joan i Pau. Al llarg de tots els segles posteriors al XIV i fins al XX, el mas Noguer es troba inscrit en quantitat de capbreus, fogatges, censos, etc., sempre amb el nom de Noguer. Hi ha una data inscrita que indica una reedificació de la casa (17--).